# 7e bataillon de communication (États-Unis)
Pour les articles homonymes, voir 7e bataillon.
Le 7e bataillon de communication (7th Communication Battalion) est un bataillon de communication du United States Marine Corps. 

## Mission
Le 7e bataillon de communication établit, maintient et assure les réseaux et services de communication simultanément pour les éléments de commandement (CE) de la Marine Air Ground Task Force (MAGTF), le quartier général de la composante maritime et / ou un quartier général de la force opérationnelle interarmées (C / JTF HQ) afin de faciliter la capacité d'un commandement à commander et contrôler les forces. 

## Histoire
Le 7e bataillon des communications a été activé en 1957 au camp Pendleton, en Californie. Son premier déploiement a eu lieu à Taïwan en 1960, où il a passé de février à avril stationné à Kaohsiung. Le 7e a ensuite été transféré Marine Corps Air Ground Combat Center de Twentynine Palms. 
Le 7e a participé à la guerre du Vietnam de 1966 à 1969. L'unité opérait d'abord depuis Da Nang (colline 34) avec des éléments opérant depuis la base de combat de Phu Bai alors qu'ils étaient affectés à la 1re division des Marines. Pendant leur séjour au Vietnam, des membres de l'unité ont été affectés ou rattachés à d'autres unités de l'USMC. Les hommes du 7e bataillon des communications ont subi des pertes particulièrement élevées (voir le journal déclassifié disponible via la recherche sur le Web). Par la suite, ils ont opéré à partir de Da Nang. Ils ont été brièvement réaffectés à Okinawa à la fin de 1969, avant de retourner plusieurs mois plus tard au Vietnam et d'y servir jusqu'en 1972, à l'exception d'une courte pause de la fin de 1971 au début de 1972. Le 7e Bataillon de communications a également participé aux opérations Eagle Pull et Frequent Wind à la fin officielle de la guerre du Vietnam en avril 1975. 

### Après le Vietnam
Le 7e a été déployé en Thaïlande en mai 1972, jusqu'en 1973, dans le cadre du 3e Marine Amphibious Task Force. Ils ont participé au dragage de mines au large de la côte nord du Vietnam en 1973 avant de participer aux évacuations et aux opérations de recherche et de sauvetage en Asie du Sud-Est en 1974-1975. 

### Des années 1990 à aujourd'hui
Le bataillon a participé à l'appui de l'opération Desert Storm en Asie du Sud-Ouest de décembre 1990 à avril 1991. Ils ont également participé à l'opération Desert Shield, à peu près au même moment. Ils ont participé à l'opération Sea Angel au Bangladesh à la mi-1991 et ont également servi en Somalie en 1992 et 1993. 

## Récompenses de l'unité
Une citation ou une mention élogieuse est une décoration décernée à une organisation pour l'action citée. Les membres de l'unité qui ont participé à ces actions sont autorisés à porter sur leur uniforme la citation de l'unité attribuée. Le 7e bataillon de communication a reçu les décorations suivantes : 
| Banderole | Prix                                                                               | Années                               | Information additionnelle                                        |
| --------- | ---------------------------------------------------------------------------------- | ------------------------------------ | ---------------------------------------------------------------- |
|           | Streamer de la Presidential Unit Citation avec deux étoiles de bronze              | 1966-1967, 1967-1968                 | Vietnam                                                          |
|           | Meritorious Unit Commendation avec une étoile de bronze                            | 1968, 2010                           | Vietnam                                                          |
|           | Streamer du Service de la Défense nationale avec deux étoiles de bronze            | 1961–1974, 1990–1995, 2001 – présent | Guerre du Viêt Nam, guerre du Golfe, guerre contre le terrorisme |
|           | Streamer du service du Vietnam avec une étoile d'argent et trois étoiles de bronze |                                      | Chu Lai, Da Nang                                                 |
|           | Streamer de la croix de la galanterie du Vietnam avec palme                        |                                      |                                                                  |

## Voir également